# Codie Taylor
Pour les articles homonymes, voir Taylor.

a Compétitions nationales et continentales officielles uniquement.

b Matchs officiels uniquement.
Dernière mise à jour le 13 juillet 2025.
Codie Taylor, né le 31 mars 1991 à Levin est un international néo-zélandais de rugby à XV évoluant au poste de talonneur. Il évolue avec la franchise des Crusaders en Super Rugby depuis 2013, et avec la province de Canterbury en National Provincial Championship depuis 2012.

## Carrière

### En club
Codie Taylor est né à Levin dans la région de Manawatu-Wanganui, mais émigre en Australie avec sa famille à l'âge de six mois. Il vit pendant environ dix ans à Brisbane, pendant lequel il s'intéresse peu au rugby à XV, mais pratique le rugby à XIII plus populaire localement. Il joue alors avec le club des Mustangs Brothers, où évolue également son père.
Sa famille retourne en Nouvelle-Zélande pour vivre à Levin alors qu'il est âgé de onze ans. Il joue alors au rugby à XV au niveau scolaire avec le Horowhenua College (en) dans sa ville natale, avant de rejoindre la Feilding High School (en) pour sa dernière année d'étude en 2009,. À la même période, il représente les équipes jeunes de la province de Horowhenua-Kapiti. Après avoir terminé le lycée, il décide de rejoindre la province de Canterbury, avec qui il termine sa formation.
En 2012, il est retenu avec l'effectif professionnel de Canterbury pour disputer le National Provincial Championship (NPC). Il joue sept rencontres lors de sa première saison, dont quatre titularisations.
Dans la foulée de sa saison avec Canterbury, il signe un contrat professionnel avec les Crusaders pour la saison 2013 de Super Rugby. Il fait ses débuts en Super Rugby le 23 mars 2013 contre les Southern Kings. Lors de ses premières saisons avec les Crusaders, il ne joue que trois rencontres par an, car il considéré comme le troisième talonneur de l'effectif, derrière le All Black Corey Flynn et Ben Funnell,.
À partir de 2015, il profite du départ de Flynn en France pour augmenter son temps de jeu, et il se partage le poste avec Funnell. Il devient ensuite le titulaire indiscutable à partir de la saison 2016. Taylor est ainsi titulaire lors des trois finales consécutives (en 2017, 2018 et 2019) que remportent les Crusaders. Il marque notamment le seul essai de la finale 2019 contre les Jaguares.
En 2020, après l'interruption de la saison de Super Rugby, il dispute le Super Rugby Aotearoa avec son équipe, et remporte la compétition.

### En équipe nationale
Codie Taylor est sélectionné pour évoluer avec l'équipe de Nouvelle-Zélande des moins de 20 ans pour participe au championnat du monde junior en 2011. Il évolue alors aux côtés de nombreux futurs All Blacks comme Beauden Barrett, Sam Cane ou Brodie Retallick, et remporte la compétition après une finale face à l'Angleterre.
En novembre 2014, en vertu de ses origines Māori, il est sélectionné avec les Māori All Blacks afin de disputer une tournée au Japon,.
En juin 2015, il est sélectionné pour la première fois par Steve Hansen pour évoluer avec les All Blacks. Il connait sa première cape internationale le 17 juillet 2015 à l’occasion d’un match contre l'équipe d'Argentine à Christchurch.
Il est sélectionné pour la Coupe du monde 2015 disputée en Angleterre. Lors de la compétition, il ne dispute qu'une seule rencontre lors des phases de poules, lorsqu'il est titularisé contre la Namibie. Il inscrit un essai à cette occasion. Pour les phases finales, qui voient la Nouvelle-Zélande remporter son troisième titre mondial, les expérimentés Dane Coles et Keven Mealamu lui sont préférés.
Après la Coupe du monde, il profite de la retraite de Mealamu pour s'imposer comme la doublure privilégiée de Coles.
En 2016, il est sélectionné en équipe nationale pour le Rugby Championship, que son pays remporte en gagnant toutes ses confrontations.
À partir de 2017, il bénéficie des nombreuses indisponibilités de Coles pour occuper plus régulièrement le rôle de talonneur titulaire. Il est ainsi titulaire lors des trois test-matchs face aux Lions britanniques à l'occasion de leur tournée en Nouvelle-Zélande en juin 2017.
En août 2019, il est retenu dans le groupe de 31 joueurs sélectionné pour disputer la Coupe du monde au Japon. Il dispute trois matchs lors de la phase de poule, contre l'Afrique du Sud, le Canada, la Namibie. Il est ensuite préféré à Coles lors du quart de finale contre l'Irlande, puis lors de la demi-finale perdue face à l'Angleterre,.

## Palmarès

### En franchise et province
- Vainqueur du Super Rugby en 2017, 2018, 2019, 2022, 2023 et 2025 avec les Crusaders.
- Vainqueur du Super Rugby Aotearoa en 2020 et 2021 avec les Crusaders.
- Vainqueur du NPC en 2012, 2013, 2015 et 2016 avec Canterbury.

### En équipe nationale
- Vainqueur de la Coupe du monde en 2015 avec l'équipe de Nouvelle-Zélande.
- Vainqueur du Rugby Championship en 2016, 2017, 2018, 2020, 2021, 2022 et 2023 avec l'équipe de Nouvelle-Zélande.
- Troisième de la Coupe du monde en 2019 avec l'équipe de Nouvelle-Zélande.
- Finaliste de la Coupe du monde en 2023 avec l'équipe de Nouvelle-Zélande.

## Statistiques en équipe nationale
Au 25 novembre 2024, Codie Taylor compte 96 capes avec les All Blacks, dont 63 en tant que titulaire, depuis un match face à l'Argentine le 17 juillet 2015 à Christchurch. Il inscrit 21 essais (105 points). Avec les Kiwis, il dispute trois Coupe du monde en 2015, 2019 et 2023. Il participe à dix éditions du Rugby Championship, en 2015, 2016, 2017, 2018, 2019, 2020, 2021, 2022, 2023 et 2024,.